# Asia-Pacific Financial Plaza
L' Asia-Pacific Financial Plaza est un gratte-ciel situé à Kaohsiung, dans l'île de Taïwan. Conçu par l'agence d'architecture Hoy Architects & Associates, il mesure 170 mètres de hauteur. Il est situé dans le centre-ville, à proximité de la Tuntex Sky Tower, construite quelques années plus tard.